# إمارة بلنسية
إمارة بلنسية هي الدولة التي أنشأها رودريجو دياز دي فيبار في مدينة بلنسية ومحيطها والتي كانت موجودة بين عامي 1094 و1102.

## التاريخ

### الغزو

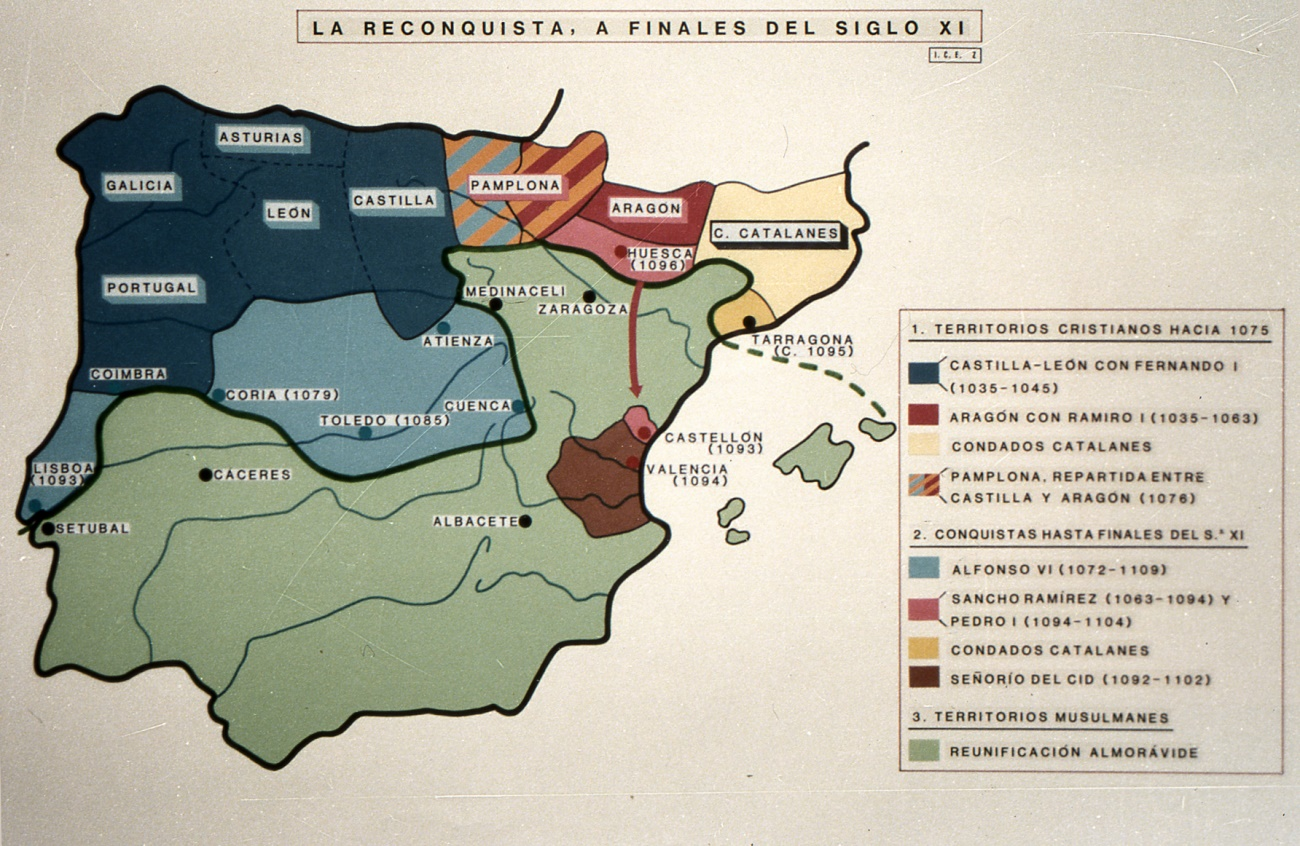
خريطة شبه الجزيرة الأيبيرية في نهاية القرن الحادي عشر، مع سيادة السيد

في بداية شهر تشرين الثاني عام 1092، حاصر المعسكر القلعة، التي تقع حاليًا في بلدية إل بويج، على بعد أربعة عشر كيلومترًا من بلنسية، واستسلم لها في منتصف عام 1093. استخدمها كمركز للعمليات، وفي ذلك الصيف بدأ في محاصرة المدينة. في أيلول 1093، غيّر معسكره واستقر في الأرقوطة. طلبت بلنسية، وهي في حالة الخطر الشديد، جيش إغاثة من المرابطين، أرسل تحت قيادة اللطموني وتقدم من جنوب عاصمة توريا إلى المنصف، على بعد ثلاثة وعشرين كيلومترًا من بلنسية، ثم تراجع مرة أخرى بسبب عاصفة. استمر الحصار الصارم لمدة عام كامل تقريبًا، وبعدها اضطرت بلنسية إلى الاستسلام في 17 حزيران 1094. استولى السيد على المدينة، وأطلق على نفسه اسم "الأمير رودريجو المحارب السيد" واستقر في المدينة.

### التوحيد والتوسع

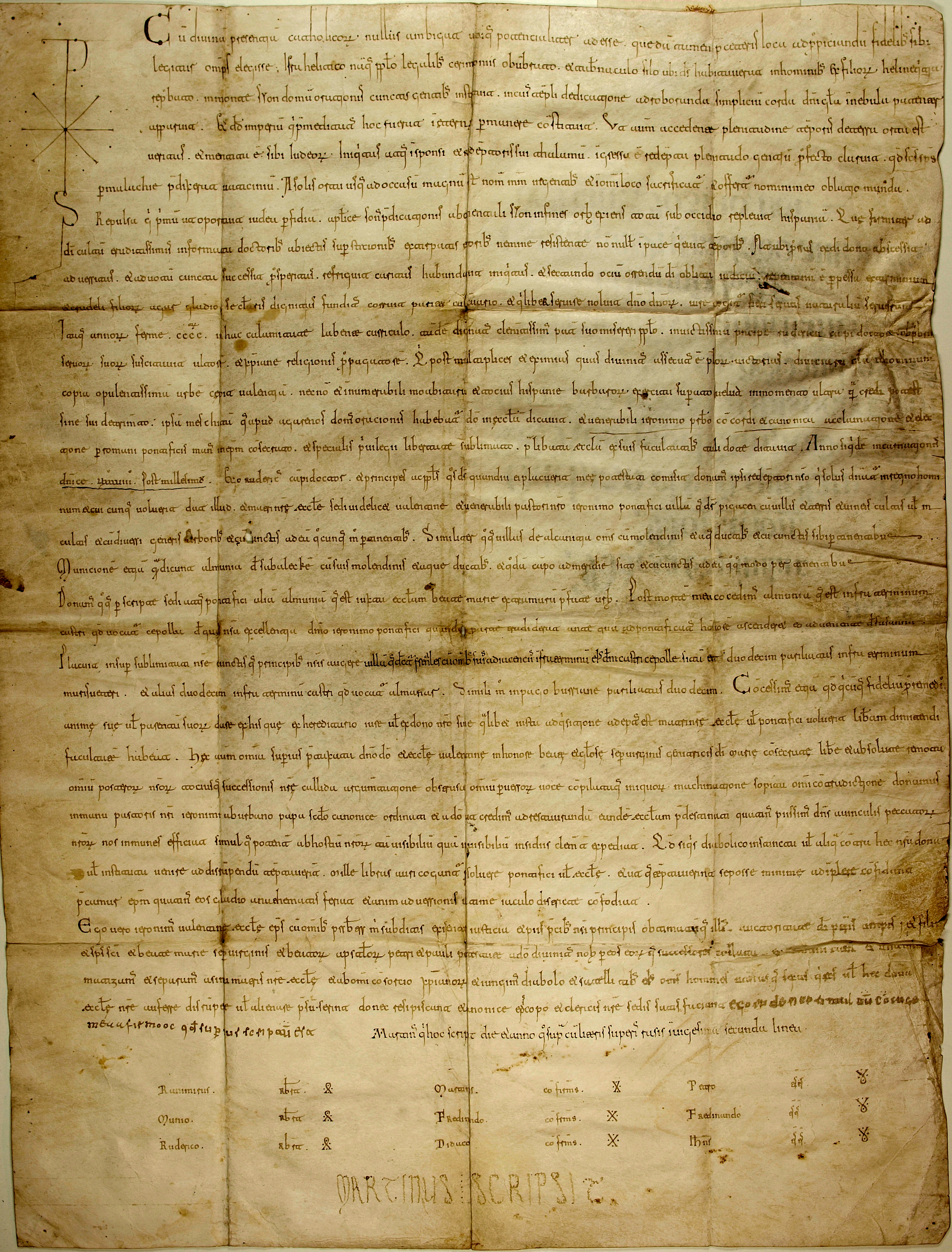
شهادة الوقف لكاتدرائية فالنسيا ، موقعة من رودريغو دياز

ولم يهدأ ضغط المرابطين، وفي منتصف أيلول من نفس العام وصل جيش بقيادة محمد بن تاشفين ، ابن أخ الأمير يوسف ، إلى كوارت دي بوبليت، على بعد خمسة كيلومترات من العاصمة، وحاصرها، لكنه هُزم بعد معركة كوارت، التي وقعت في 21 تشرين الأول 1094 بين بلدتي مسلاتة وكوارت دي بوبليت، بالقرب من المدينة.
من أجل تأمين الطرق الشمالية للسيادة الجديدة، تمكن رودريجو من التحالف مع الملك الجديد لأراغون، بيتر الأول، الذي تولى العرش قبل وقت قصير من سقوط بلنسية أثناء حصار هويسكا ، واستولى على قلعة دي سيرا وقلعة دي ريال، كانت تسمى في ذلك الوقت الوقاد في عام 1095.
في عام 1097، حاولت غزوة جديدة للمرابطين بقيادة محمد بن تاشفين استعادة بلنسية، لكنه هزم مرة أخرى على يد السيد رودريغو بالتعاون مع جيش بيتر الأول من أراغون في معركة بايرين، بالقرب من غانديا. وفي نهاية العام نفسه استولى على المنارة في قسطلونة، وأغلق بذلك الطرق المؤدية إلى شمال بلنسية، وفي عام 1098 استولى أخيرًا على مدينة مرباطر وهي مدينة محصنة مهيبة لدى المسلمين، أرادتها أراغون، وبالتالي عزز سيطرته على ما كان يُعرف سابقًا باسم طائفة بلنسية. وفي عام 1098 أيضًا كرس كاتدرائية سانتا ماريا الجديدة، وأصلح الكاتدرائية بعد أن كانت المسجد الرئيس. وضع رجلًا فرنسيًّا، جيروم من بيريغورد، على رأس الأسقفية الجديدة على حساب المطران المستعرب الأندلس القديم (السيد المطران)، والذي كان مواليًا للأندلسيين. في شهادة وقف الكاتدرائية الصادرة في نهاية عام 1098، قدم رودريجو نفسه باسم «الأمير رودريكوس كامبيدوكتور»، معتبرًا نفسه حاكمًا مستقلاً على الرغم من عدم وجود أصول ملكية، وتمت الإشارة إلى معركة كوارتي على أنها «انتصار تحقق بسرعة ودون خسائر على عدد هائل من المسلمين»، رغم اتفاق المصادر على أن أعداد الممالك المسيحية كانت أكثر قليلًا.
وبعد أن استقر في بلنسية، تحالف أيضًا مع رامون بيرينغير الثالث بهدف إيقاف تقدم المرابطين بأي وسيلة. تم تعزيز التحالفات العسكرية بالزواج. في عام وفاته (1099) زوج بناته من كبار الشخصيات: كريستينا من الطفل راميرو سانشيز من بامبلونا  وماريا من كونت برشلونة رامون بيرينغير الثالث.

### الحل
بعد وفاته في 10 حزيران 1099، أصبحت زوجته جيمينا سيدة بلنسية. بدأ المرابطون حصارًا على المدينة وتمكنت من الدفاع عنها بمساعدة رامون بيرينغير الثالث ملك برشلونة حتى أيار 1102، عندما أمر ألفونسو السادس ملك ليون وقشتالة، بالنظر إلى صعوبات الدفاع عن بلنسية، في 4 أيار 1102 بمغادرة الجنود للمدينة، ثم أشعل فيها النار. وفي اليوم التالي، أي في 5 أيار 1102، دخل المرابطون بلنسية واستعادوها.

## فهرس
- Ferreiro، Miguel Ángel (18 أكتوبر 2022). La segunda columna: Lo que dejamos en África. ISBN:978-84-414-4198-9. مؤرشف من الأصل في 2022-10-27.
- Coscollá, Vicente (2003). La Valencia musulmana (بالإسبانية). Valencia: Carena Editors. ISBN:84-87398-75-8.
- Montaner Frutos، Alberto (2005). "La fecha exacta de la rendición de Valencia". Guerra en Šarq Alʼandalus: Las batallas cidianas de Morella (1084) y Cuarte (1094). Zaragoza: Instituto de Estudios Islámicos y del Oriente Próximo. ص. 97–340. ISBN:978-84-95736-04-8.
- Estrada، Francisco López (1982). Panorama crítico sobre el «Poema del Cid». Literatura y sociedad. Madrid. ISBN:978-84-7039-400-3.{{استشهاد بكتاب}}:  صيانة الاستشهاد: مكان بدون ناشر (link)
- Michael, Ian (1976). Poema de mio Cid (بالإسبانية). Castalia. ISBN:978-84-7039-171-2.
- Sanchis, Antonio (2005). Historia del Grau (بالإسبانية). Carena Editors, S.l. ISBN:978-84-96419-11-7.
- Berend, Nora (7 Nov 2024). El Cid: The Life and Afterlife of a Medieval Mercenary (بالإنجليزية). Hodder & Stoughton. ISBN:978-1-3997-0964-4.
- Sanz، Vicente Coscollà (2004). La Valencia musulmana. Valencia. ص. 40–43. ISBN:978-84-87398-75-9.{{استشهاد بكتاب}}:  صيانة الاستشهاد: مكان بدون ناشر (link)
- Messier، Ronald A. (19 أغسطس 2010). The Almoravids and the Meanings of Jihad. Bloomsbury Publishing USA. ISBN:978-0-313-38590-2. مؤرشف من الأصل في 2023-08-29.
- Catlos, Brian A. (2014). Infidel Kings and Unholy Warriors (بالإنجليزية). Macmillan + ORM. ISBN:978-0-374-71205-1. Archived from the original on 2023-10-21.
- González, David Porrinas (25 May 2020). El Cid. Historia y mito de un señor de la guerra (بالإسبانية). Desperta Ferro Ediciones. ISBN:978-84-121053-7-7.
- Arenas, Francisco Rodríguez (2020). Sol de oriente (بالإسبانية). ISBN:9788418448133.
- Pidal, Ramón Menéndez (1923). Poema de mio Cid (بالإسبانية). University of Michigan.
- Manjunath, R (3 Jul 2021). Timelines of Nearly Everything (بالإنجليزية). Archived from the original on 2023-02-16.
- Ormsby, John (1879). The Poem of the Cid (بالإنجليزية).
- Hooper, Nicolas; Bennett, Matthew (8 Nov 2001). Atlas ilustrado de la guerra (بالإسبانية). Ediciones Akal. ISBN:9788446009641. Archived from the original on 2024-11-30.
- Alcaide، Luis Jiménez (14 نوفمبر 2022). Historia de los reinos cristianos: Los monarcas de la reconquista, desde Don Pelayo hasta Juana la Loca. Editorial Almuzara. ISBN:978-84-1131-511-1.
- Pidal, Ramón Menéndez (6 Jan 1947). Obras completas (بالإسبانية). Espasa-Calpe. Vol. 7.
- Garfield, Evelyn Picon; Schulman, Iván A. (1991). Las literaturas hispánicas (بالإسبانية).
- Ibrahim, Raymond (26 Jul 2022). Defenders of the West: The Christian Heroes Who Stood Against Islam (بالإنجليزية). Bombardier Books. ISBN:9781642938210.